# Lago do Glafo
O lago Glafsfjorden (literalmente Fiorde de Glafs) é um lago da Suécia, localizado no oeste da província histórica da Värmland, no centro do país.

Tem uma área de 102 km², uma profundidade máxima de 36 m, e está situado a 45 m acima do nível do mar. 
Tem uma forma alongada no sentido noroeste-sudeste, e está ligado ao lago Vänern pelo rio Byälven numa extensão de 80 km. 
Pertence à bacia hidrográfica do rio Göta.

A principal cidade à beira do lago é Arvika e a principal cidade mais próxima é Karlstad, a sudeste do lago.
As suas águas são ricas em peixe, com destaque para o lúcio e o áspio.

## Etimologia

O antigo lago de Ancylus (a.C.).

O lago Glafsfjorden foi provavelmente chamado Gladher (brilhante, reluzente) no passado. O nome geográfico atual Glafsfjorden deriva da palavra sueca antiga Gladhs (brilhante), nome original do lago, à qual foi adicionada mais tarde a palavra fjord (fiorde, lago).
O termo Gladhs evoluiu sucessivamente para Glass e Glafs, estando registado em 1560 como Glassfiolen.

Apesar do seu nome, o lago Glafsfjorden não é um fiorde, mas sim um lago. Todavia, por volta de 7 500 a.C., era realmente um fiorde no antigo lago Ancylus (Ancylussjön), entretanto desaparecido.  Dessa forma, a origem como fiorde está indicada não só pelo seu nome mas também pela sua forma comprida e estreita.